# Eugoa basipuncta
Eugoa basipuncta är en fjärilsart som beskrevs av George Francis Hampson 1891. Eugoa basipuncta ingår i släktet Eugoa och familjen björnspinnare. Inga underarter finns listade i Catalogue of Life.